# Iasno Pole, Plovdiv
Iasno Pole (în bulgară Ясно Поле) este un sat în comuna Marița, regiunea Plovdiv,  Bulgaria. 

## Demografie
Componența etnică a satului Iasno Pole
     Romi (1,33%)
     Bulgari (68,89%)
     Nicio identificare (29,76%)
     Altele (0%)
La recensământul din 2011, populația satului Iasno Pole era de 672 locuitori. Din punct de vedere etnic, majoritatea locuitorilor (68,89%) erau bulgari, cu o minoritate de romi (1,33%). Pentru 29,76% din locuitori nu este cunoscută apartenența etnică.